# Авербух, Илья Изяславич
Илья́ Изясла́вич Авербу́х (род. 18 декабря 1973, Москва) — советский и российский фигурист еврейского происхождения, выступавший в танцах на льду. В паре с Мариной Анисиной — двукратный чемпион мира среди юниоров (1990, 1992). В паре с Ириной Лобачёвой — серебряный призёр Олимпийских игр (2002), чемпион мира (2002), чемпион Европы (2003), победитель финала Гран-при (2003), чемпион России (1997, 2000—2002).
Заслуженный мастер спорта России. Кавалер ордена Дружбы (2003).
По окончании спортивной карьеры — предприниматель, продюсер собственного ледового шоу, хореограф в фигурном катании.

## Биография

### Спортивная карьера
Окончил Московскую государственную академию физической культуры.
Первым тренером была Жанна Громова, а впоследствии — Наталья Линичук и Геннадий Карпоносов.
В паре с Мариной Анисиной стал двукратным чемпионом мира среди юниоров (в 1990 и 1992 годах), но затем влюбился в Ирину Лобачёву, которая каталась с ним в одной группе, но с другим партнёром. Они начали кататься вместе в 1992 году и поженились в 1995 году. В 1995 году они переехали в США, где жили и тренировались вплоть до Олимпиады 2002 года. В 1998 году удачно дебютировали на зимних Олимпийских играх. В сезоне 2001—2002 пара пропустила все этапы серии Гран-при по причине травмы колена Ирины, которую она получила во время тренировок в сентябре 2001 года.
В феврале 2002 года пара завоевала серебряные медали на Олимпийских играх в Солт-Лейк-Сити (США), а также выиграла чемпионат мира.
Пара осталась в любительском спорте ещё на один сезон, выиграла чемпионат Европы и стала второй на чемпионате мира.

### После спорта
Закончив любительскую карьеру, Авербух и Лобачёва решили не выступать в профессиональных шоу на Западе, они вернулись в Россию.
В 2004 году Авербух организовал собственное шоу на льду — проект «Ледовая Симфония» — театрализованные ледовые представления с участием звёзд мирового фигурного катания, олимпийских чемпионов, чемпионов мира и Европы. Компания занималась организацией таких мероприятий, как шоу-тур «Россия ждёт», «Итальянский карнавал», юбилейное шоу Александра Горшкова «И вечно музыка звучит…» в 2006 году, юбилейное шоу, посвящённое 60-летию Татьяны Тарасовой в 2007 году.
Является учредителем и руководителем ряда коммерческих компаний, занимающихся зрелищно-развлекательной деятельностью и деятельностью в области спорта.
Компания «Ледовая симфония» в сотрудничестве с Первым каналом представила телезрителям шоу, в которых Авербух выступил в качестве режиссёра, хореографа постановщика и продюсера:
- 2004 — Ледовое Шоу «Вместе и Навсегда»
- 2005 — Ледовое Шоу «Восхождение»
- 2006 — «Звёзды на льду»
- 2006 — Юбилейное шоу Александра Горшкова «И вечно музыка звучит…»
- 2006 — Шоу «Россия ждёт»
- 2006 — Детский Ледовый спектакль «Пока Часы 12 Бьют»
- 2007 — Телепроект «Ледниковый период»
- 2007 — Ледовое Шоу «Спящая красавица»
- 2007 — Ледовое Шоу в Сингапуре
- 2007 — Всероссийская премия «Хрустальный Лед»
- 2007 — Юбилейное шоу «Татьяна Тарасова и её ученики»
- 2007 — Шоу Двух Столиц: Москва и Санкт Петербург
- 2008 —Телепроект «Ледниковый период-2»
- 2008 — Всероссийская премия «Хрустальный Лед»
- 2009 — Телепроект «Ледниковый период: Глобальное потепление»
- 2009 — Всероссийская премия «Хрустальный Лед»
- 2009 — Юбилейное шоу «Великие победы Ирины Родниной»
- 2010 — Ледовый Спектакль «Огни большого Города»
- 2010 —Телепроект «Лёд и пламень»
- 2010 — Всероссийская премия «Хрустальный Лед»
- 2011 — Телепроект «Болеро»
- 2011 — Юбилейное шоу «Триумф Тамары Москвиной»
- 2012 — Детский Ледовый спектакль «Тайны острова сокровищ»
- 2012 — Телепроект «Ледниковый период: Кубок профессионалов»
- 2013 — Детский Ледовый спектакль «Морозко»
- 2013 — Телепроект «Ледниковый период: Новый сезон»
- 2013 — Гастрольный Тур «Сердца Четырёх»
- 2013 — Гала Шоу «Год до Игр Сочи 2014»
- 2014 — Детский Ледовый спектакль «Мама»
- 2014 — Церемония Открытия Олимпийских Игр Сочи 2014, блок «Космос»
- 2015 — Детский Ледовый спектакль «Карлсон»
- 2015 — Телепроект «Танцуй»
- 2015 — Ледовый спектакль «Кармен»
- 2016 — «Легенды спорта» Гимнастическое Шоу
- 2016 — Телепроект «Ледниковый период: Новый сезон»
- 2016 — Детский Ледовый спектакль «Новые Бременские Музыканты»
- 2016 — Драйв-шоу Ильи Авербуха «Буратино» в парке «УРБАНтино»
- 2016 — Открытие Чемпионата Мира по Хоккею в Москве
- 2016 — Открытие Чемпионата Мира по Хоккею с мячом в Ульяновске
- 2017 — Детский Ледовый спектакль «Щелкунчик и Мышиный Король»
- 2017 — Юбилейное шоу Татьяны Тарасовой «ТАРАСОВА 7.0»
- 2017 — Драматический спектакль на льду «Ромео и Джульетта»
- 2017 — Церемония Открытия Фестиваля Национальных Видов Спорта в Ульяновске
- 2018 — Детский Ледовый спектакль «Алиса в Стране Чудес»
- 2018 — Баскетбольное шоу «Гомельский 90»
- 2018 — Церемония Открытия «Сбербанкиады 2018»

В 2010 году состоялась премьера первого оригинального Российского мюзикла на льду «Огни большого города», в постановке Ильи Авербуха, гастроли которого состоялись в летней олимпийской столице Лондон 2012, в 2013 состоялась гала шоу «Год до Игр Сочи 2014», в 2014 Илье Авербуху было доверено создание одного из блоков Церемонии Открытия зимних Олимпийских играх 2014 года в Сочи.
В 2015 в Сочи в ЛД «Айсберг» зрителям был представлен ледовый спектакль «Кармен», после которого режиссёр начал работу над новым масштабным проектом драматическим спектаклем на льду «Ромео и Джульетта» премьера которого состоялась в июле 2017 года в Сочи.
Был факелоносцем российской команды на зимних Олимпийских играх 2014 года
С 1 апреля по май 2018 года — продюсер, член жюри и тренер команды телевизионного проекта «Ледниковый период. Дети» на Первом канале.

## Политика
В ходе президентских выборов 2018 года был доверенным лицом Владимира Путина. В апреле 2023 года попал под санкции со стороны Украинского правительства: указ о введении санкций предусматривает блокировку активов, запрет на ведение предпринимательской деятельности и покупку недвижимости, а также запрет въезда на Украину в течение 50 лет.

## Личная жизнь
По национальности — еврей.
Отец — Изяслав Наумович Авербух (род. 1947), инженер, предприниматель и микробиолог. Мать — Юлия Марковна Бурдо (род. 1949), педагог. Брат — Даниил Авербух (род. 1990), чемпион Европы по фехтованию (рапира) среди кадетов.
С января 1995 по декабрь 2007 год был женат на фигуристке Ирине Лобачёвой (род. 1973). Сын Мартин (род. 2004). В ноябре 2007 года Ирина и Илья объявили о своём разводе, толчком к которому стало поведение Ильи. После развода родителей Мартин проживает с отцом.
Летом 2020 года заявил об отношениях с Елизаветой Арзамасовой (род. 17 марта 1995), на которой женился 20 декабря 2020 года. 14 августа 2021 у пары родился сын Лев. 8 августа 2024 года у пары родилась дочь, которой дали имя Лия.
Авербух познакомился с Лизой, когда той было 15 лет — актриса участвовала в съёмках телешоу «Лёд и пламень». В 2025 году в интервью Ксении Собчак в ответ на слова ведущей, про вероятно странное чувство, — помнить свою жену практически ребёнком, — он заявил: «Ну какой она ребёнок? Пятнадцать лет — это уже не ребёнок, это уже женщина. У неё всё было». В ответ на критику в соцсетях Авербух записал видео с извинениями, в котором сказал, что не имел в виду никакого сексуального подтекста, а начал встречаться с Лизой гораздо позднее.

## Фильмография

### Роли в кино
- 2004 — Время жестоких — Илья Гаврилов, журналист
- 2005 — Ночь в стиле Disco — юноша на льду
- 2008 — Жаркий лёд — Играет самого себя
- 2012 — После школы — Водитель Ильи Авербуха
- 2024 — Папины дочки. Новые — Камео

### Участие в фильмах
- 2010 — Александр Жулин. Стойкий оловянный солдатик
- 2011 — Алексей Ягудин. Хроника одной боли (цикл «Начать сначала»)
- 2012 — У меня не ледяное сердце
- 2024 — Роман Костомаров: Рождённый дважды

### Продюсер
- 2008 — Жаркий лёд

## Участие в телеиграх
Трижды участвовал в телеигре «Форт Боярд» в 2002 году. В ней его партнерами по команде были в паре с другом и напарником с Дмитрием Сватковским:
- В 1-й раз — Маргарита Симоньян, Михаил Зеленский и Ирина Лобачева.
- Во 2-й раз — Елена Замолодчикова, Ирина Лобачева и Дмитрий Шепель.
- В 3-й раз — Мария Ситтель, Мария Бутырская и Эрнест Мацкявичюс.

7 раз появлялся в телеигре «Кто хочет стать миллионером» в выпусках: 09.12.2007; 31.01.2009; 05.11.2011; 14.02.2015; 17.12.2016; 30.09.2017; 23.03.2019.

## Награды и премии

### Государственные награды
- Кавалер ордена Дружбы (2003 год) — за большой вклад в развитие физической культуры и спорта, высокие спортивные достижения на Играх XIX Олимпиады 2002 года в Солт-Лейк-Сити[3].

### Общественные награды
- Лауреат национальной премии «Россиянин года» (2008 год)[19].
- Лауреат национальной телевизионной премии ТЭФИ-2008 за высшие достижения в области телевизионных искусств (учреждена фондом «Академия Российского Телевидения») с проектом «Ледниковый период» в номинации «Развлекательная программа: игра» (2008 год)[20].
- «Человек года» по версии журнала GQ (2007)[21].
- Лауреат премии Олега Янковского «Творческое открытие» (2015) за ледовый мюзикл «Кармен»[22].
- Член Международного еврейского спортивного зала славы (2015)[23].

## Спортивные достижения
(с Ириной Лобачёвой)
| Соревнования/Сезон      | 1993—1994 | 1994—1995 | 1995—1996 | 1996—1997 | 1997—1998 | 1998—1999 | 1999—2000 | 2000—2001 | 2001—2002 | 2002—2003 |
| ----------------------- | --------- | --------- | --------- | --------- | --------- | --------- | --------- | --------- | --------- | --------- |
| Зимние Олимпийские игры |           |           |           |           | 5         |           |           |           | 2         |           |
| Чемпионаты мира         | 13        | 15        | 6         | 7         | 4         | 4         | 4         | 3         | 1         | 2         |
| Чемпионаты Европы       |           | 9         | 5         | 5         | 4         | 3         | 4         | 3         | 3         | 1         |
| Чемпионаты России       | 2         | 3         | 3         | 1         | 2         | 2         | 1         | 1         | 1         |           |
| Финалы Гран-При         |           |           |           | 5         | 4         | 3         | 4         | 2         |           | 1         |
| Skate America           |           |           | 2         | 2         | 2         | 2         | 2         |           |           |           |
| Skate Canada            |           |           | 4         |           | 3         |           |           |           |           |           |
| Nations Cup             |           |           | 3         | 4         |           |           |           |           |           |           |
| Trophee Lalique         | 1         |           |           |           |           |           |           | 2         |           |           |
| Cup of Russia           |           |           | 2         | 2         | 2         |           |           | 2         |           | 1         |
| NHK Trophy              |           | 8         |           |           |           | 2         | 2         |           |           | 1         |
| Игры доброй воли        | 2         |           |           |           | 2         |           |           |           |           |           |

(с Анисиной)
| Соревнования                  | 1989—1990 | 1990—1991 | 1991—1992 |
| ----------------------------- | --------- | --------- | --------- |
| Чемпионаты мира среди юниоров | 1         | 4         | 1         |